# Giant Drag

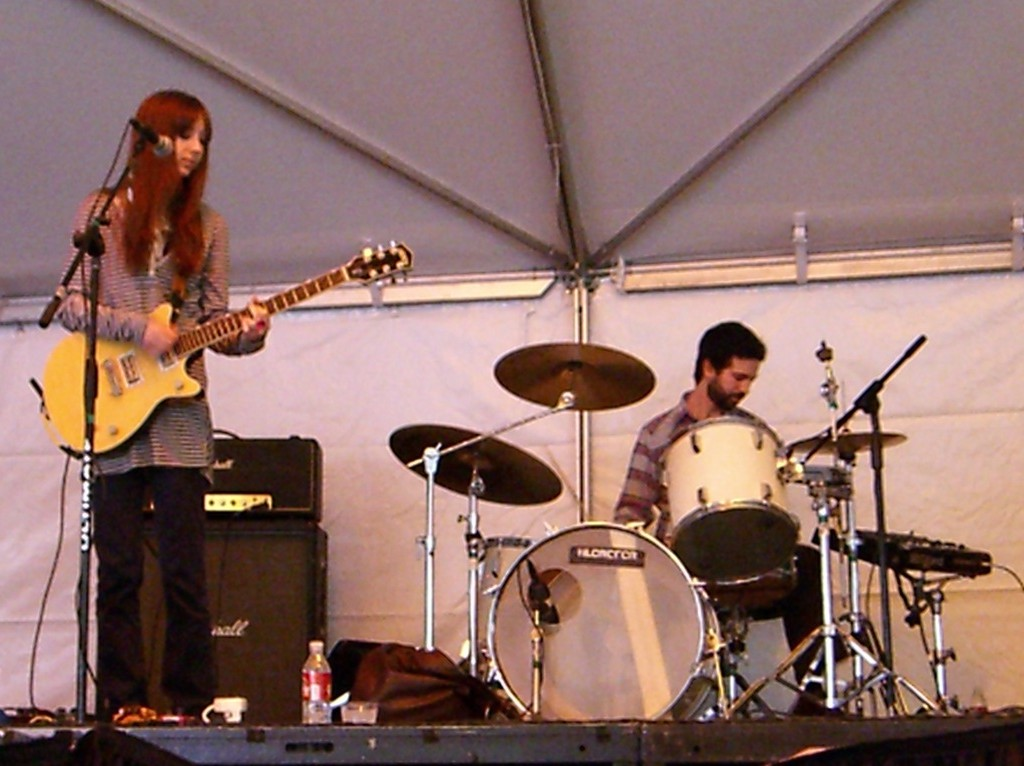
Giant Drag

Giant Drag ist ein Alternative-Rock-Projekt der US-amerikanischen Sängerin, Komponistin und Gitarristin Annie Hardy. Von 2003 bis 2006 war der Keyboarder Micah Calabrese ebenfalls am Projekt beteiligt.

## Geschichte
Giant Drag entstand 2003 als Duo. Als Mastermind hinter der Band gilt die Songschreiberin Annie Hardie, die zuvor als DJ in Los Angeles, ihrem Wohnort seit 1998, arbeitete. Ursprünglich stammt sie aus San Clemente (Kalifornien), einer mittelgroßen Stadt unweit der mexikanischen Grenze. Die Bühnenshow bewältigte die damalige Formation ohne zusätzliche Musiker, da Annie Hardy sang und Gitarre spielte und Micah Calabrese neben dem Synthesizer Bass und Schlagzeug ersetzte. 2004 war als zwischenzeitlicher Ersatz für Calabrese der Schlagzeuger Eli Smith an Giant Drag beteiligt, der die Formation jedoch 2004 wieder verließ. 
Das Projekt wurde in der US-amerikanischen Alternative-Szene schnell bekannt und trat bei Tourneen im Vorprogramm von The Jesus and Mary Chain und The Lemonheads auf. 2005 erschien in den USA die EP Lemona, 2006 auch international das Album Hearts and Unicorns (Kickball Records). Annie Hardy war daraufhin am Song „Pink Cellphone“ der Deftones als Sängerin beteiligt. Noch im Jahr der Album-Veröffentlichung endete die Zusammenarbeit zwischen Hardy und Calabrese. Die Sängerin und Songschreiberin führte daraufhin das Projekt alleine weiter. 
Songs von Giant Drag tauchten in mehreren US-Serien auf: Jericho – Der Anschlag, Nip/Tuck – Schönheit hat ihren Preis (hier war das Projekt mit einer Coverversion von Wicked Game von Chris Isaak beteiligt, mit der die Serie im amerikanischen Fernsehen beworben wurde), The L Word – Wenn Frauen Frauen lieben. Der Song This isn´t it war Teil des Soundtracks des Hollywood-Spielfilms Lovesong for Bobby Long. 

## Musik
Der Sound von Giant Drag wird als „Nu Grunge“ bezeichnet und mit Künstlern wie The Breeders oder PJ Harvey verglichen. Die Texte und das Artwork sind häufig voll von schwarzem Humor und derber Sprache (wie beispielsweise der Song YFLMD, was so viel heißt wie You fuck like my dad). So ist Annie Hardy auf dem Cover des Debüts mit einem Messer in der Hand zu sehen, in einer Pose, die satirisch auf eine vorherige Bluttat anspielt.

## Diskografie
- Lemona – EP (2005)
- Hearts and Unicorns – Album (2006)
- Swan Song – EP (2009)
- Waking Up is Hard to Do (2013)

Videoclips:
- This Isn´t It (2006)
- Kevin Is Gay (2006)

Songs der Band waren daneben auf mehreren in den USA veröffentlichten Samplern vertreten.